# 구례소방서
구례소방서는 전라남도 구례군을 관할하는 소방서이다.

## 연혁
- 1993년 1월 19일 순천소방서 구례파출소 개소
- 1997년 2월 19일 순천소방서 산악구조대 발대
- 2023년 8월 25일 구례소방서 개서
- 2024년 1월 30일 구례소방서 개청

## 역대서장
제1대 박상진 초대서장

## 관할센터 및 관할구역
- 구례119안전센터: 구례읍 간전면 광의면 마산면 문척면 산동면 용방면 토지면
- 주소:전남 구례군 구례읍 양정4길 37
- 산동119지역대: 산동면
- 주소:전남 구례군 산동면 관산구산길 22
- 구례소방서 119구조대: 구례군관할지역
- 주소:전남 구례군 구례읍 양정4길 37
- 구례소방서 산악119구조대: 지리산국립공원관할지역
- 주소:전남 구례군 광의면 광의철쭉동산로 73